# Cantonul Agen-Nord-Est
Cantonul Agen-Nord-Est este un canton din arondismentul Agen, departamentul Lot-et-Garonne, regiunea Aquitania, Franța.

## Comune
- Agen (parțial, reședință)
- Bajamont
- Pont-du-Casse